# Danny Granger
Danny Granger Jr. (New Orleans, 20. travnja 1983.) američki je profesionalni košarkaš. Igra na poziciji niskog krila, a trenutačno je član NBA momčadi Miami Heata. Izabran je u 1. krugu (17. ukupno) NBA drafta 2005. od strane istoimene momčadi. 

## Sveučilište
Granger je svoju sveučilišnu karijeru započeo na sveučilištu Bradley, Ondje je proveo dvije sezone i prebacuje se na sveučilište New Mexico. U sezoni 2004./05. postao je prvim igračem u povijesti sveučilišta koji je tijekom jedne sezone postigao 60 asistencija, 60 blokadai 60 ukradenih lopti. Kasnije je osvojio nagradu za najkoriisnijeg igrača Mountain West konferencije i predvodio sveučilište na završnicu američke sveučilišne košarkaške lige. 

## NBA
Granger je izabran kao sedamnaesti izbor NBA drafta 2005. od strane Indiana Pacersa. U svojoj rookie sezoni odigrao je 78 utakmica regularnog dijela prvenstva i u prosjeku postizao 7.7 poena i 4.9 skokova. Na kraju sezone izabran je u All-NBA Rookie drugu petorku. Granger je početkom sezone 2006./07. nakon odlaska Predraga Stojakovića i dolaska Ala Harringtona postao članom prve petorke Pacersa. Nakon prvih 15 utakmica sezone, Granger se preselio na klupu i u igru ulazio kao šesti igrač. 
U siječnju 2007. Indiana Pacersi i Golden State Warriorsi odlučili su se na veliku razmjenu igrača u kojoj Šarūnas Jasikevičius, Stephen Jackson, Josh Powell i Al Harrington prelaze u Golden State u zamjenu za Mikea Dunleavya, Troya Murphya, Ikea Diogua i Keitha McLeoda. Granger je time ponovo zauzeo mjesto startnog igrača i u prosjeku postizao 13.9 poena i 4.6 skokova. U sezoni 2007./08. postao je najboljim igračem i prvim strijelcem Pacersa. Odigrao je 80 utakmica regularnog dijela sezone i u prosjeku postizao 19.6 poena, 6.1 skok. U listopadu 2008. potpisao je s Pacersima petogodišnji ugovor koji vrijedi do kraja sezone 2013./14. 
12. kolovoza 2008. postigao je učinak karijere od 42 poena protiv Detroit Pistonsa, a isti je učinak ponovio u siječnju 2009. protiv Golden State Warriorsa. Na kraju sezone izabran je kao rezerva Istočne konferencije na NBA All-Star utakmici. Isto je tako na kraju sezone dobio je nagradu za igrača koji je najviše napredovao u odnosu na prošlu NBA sezonu. Granger je sezonu završio kao peti strijelac lige s nešto manje od 26 poena u prosjeku, te je predvodio mladu momčad Indiane do kraja jedne solidne NBA sezone u kojoj na kraju nisu uspjeli dohvatiti doigravanje. U glasovanju novinara, drugo mjesto pripalo je playmakeru New Jerseyja, Devinu Harrisu, a treće Kevinu Durantu, najboljem igraču Oklahome.

## Statistike

### Sveučilište
| Godina    | Sveučilište | Odig. uta. | Uta. poč. | Min. | 2P%  | 3P%  | Sl. bac.% | Skok. | Asist. | Ukr. lop. | Blok. | Poena |
| --------- | ----------- | ---------- | --------- | ---- | ---- | ---- | --------- | ----- | ------ | --------- | ----- | ----- |
| 2001./02. | Bradley     | 21         | n/a       | 24.6 | .446 | .176 | .790      | 7.1   | 0.7    | 1.3       | 2.4   | 11.1  |
| 2002./03. | Bradley     | 14         | n/a       | 27.1 | .518 | .300 | .684      | 7.9   | 1.1    | 1.4       | 1.4   | 19.2  |
| 2003./04. | New Mexico  | 22         | n/a       | 32.0 | .491 | .333 | .760      | 9.0   | 2.1    | 1.3       | 1.4   | 19.5  |
| 2004./05. | New Mexico  | 30         | n/a       | 30.0 | .524 | .433 | .755      | 8.9   | 2.4    | 2.1       | 2.0   | 18.8  |
| Ukupno    |             | 95         | n/a       | 28.4 | .496 | .366 | .752      | 8.2   | 1.6    | 1.6       | 1.9   | 16.7  |

### NBA

#### Regularni dio
| Godina    | Klub    | Odig. uta. | Uta. poč. | Min. | 2P%   | 3P%  | Sl. bac.% | Skok. | Asist. | Ukr. lop. | Blok. | Poena |
| --------- | ------- | ---------- | --------- | ---- | ----- | ---- | --------- | ----- | ------ | --------- | ----- | ----- |
| 2005./06. | Indiana | 78         | 17        | 22.6 | .462  | .323 | .777      | 4.9   | 1.2    | .7        | .8    | 7.5   |
| 2006./07. | Indiana | 82         | 57        | 34.0 | .459  | .382 | .803      | 4.6   | 1.4    | .8        | .7    | 13.9  |
| 2007./08. | Indiana | 80         | 80        | 36.0 | .446  | .404 | .852      | 6.1   | 2.1    | 1.2       | 1.0   | 19.6  |
| 2008./09. | Indiana | 67         | 66        | 36.2 | .447  | .404 | .878      | 5.1   | 2.7    | 1.0       | 1.5   | 25.8  |
| UKupno    |         | 307        | 220       | 32.1 | .451  | .393 | .841      | 5.2   | 1.8    | .9        | .9    | 16.4  |
| All-Star  |         | 1          | 0         | 11.0 | 1.000 | .000 | .000      | 1.0   | .0     | 2.0       | .0    | 2.0   |

#### Doigravanje
| Godina    | Klub    | Odig. uta. | Uta. poč. | Min. | 2P%  | 3P%  | Sl. bac.% | Skok. | Asist. | Ukr. lop. | Blok. | Poena |
| --------- | ------- | ---------- | --------- | ---- | ---- | ---- | --------- | ----- | ------ | --------- | ----- | ----- |
| 2005./06. | Indiana | 6          | 3         | 27.0 | .529 | .563 | 1.000     | 5.2   | 1.7    | .7        | 1.2   | 8.2   |
| Ukupno    |         | 6          | 3         | 27.0 | .529 | .563 | 1.000     | 5.2   | 1.7    | .7        | 1.2   | 8.2   |

## Vanjske poveznice
- Profil na NBA.com
- Profil  Arhivirana inačica izvorne stranice od 15. travnja 2009. (Wayback Machine) na Basketball-Reference.com
- Profil na Yahoo!
- Profil na ESPN.com